# محمد صادقي
محمد صادقي (بالفارسية: Mohammad Sadeghi)، من مواليد 16 مارس سنة 1952م في مدينة الأحواز الإيرانية، وهو لاعب كرة قدم معتزل، شارك في عدة بطولات إقليمية ودولية، ومن أشهرها دورة الألعاب الصيفية الأولمبية سنة 1972م، وفي سنة 1976 لعب محمد صادقي مع زملائه المنتخب الإيراني لبطولة كأس آسيا، حيث حقق اللقب للمرة الثالثة في تاريخ المنتخب الإيراني، وفي سنة 1978م شارك محمد صادقي في نهائيات كأس العالم للمرة الأولى في التاريخ.

## مصدر
1. ↑  Panahi, Majeed (16 يوليو 2009). "Iran – Record International Players". RSSSF. مؤرشف من الأصل في 2019-05-11. اطلع عليه بتاريخ 2009-10-12.

## روابط خارجية
- محمد صادقي على موقع الاتحاد الدولي (مؤرشف)  (الإنجليزية)
- محمد صادقي على موقع ناشيونال فوتبول تيمز (الإنجليزية)
- محمد صادقي على موقع عالم كرة القدم.نت (الإنجليزية)
- محمد صادقي على موقع أوليمبيديا (الإنجليزية)